# 马科斯·阿隆索·培尼亚
马科斯·阿隆索·培尼亚（西班牙語：Marcos Alonso Peña，1959年10月1日—2023年2月9日），西班牙男子足球运动员，司职前锋。他曾代表西班牙参加1984年欧洲足球锦标赛。他也曾出战1980年夏季奥运会。

## 家庭
儿子马科斯·阿隆索·门多萨。